# دوري نيبال لكرة القدم
دوري نيبال لكرة القدم هي مسابقة كرة القدم بين أندية نيبال .
البطل الحالي هو نادي بوليس نيبال.